# Telma Monteiro
Telma Alexandra Pinto Monteiro (ur. 27 grudnia 1985 r. w Almadzie) – portugalska judoczka, brązowa medalistka igrzysk olimpijskich, czterokrotna srebrna medalistka mistrzostw świata, pięciokrotna mistrzyni Europy, złota, srebrna i brązowa medalistka igrzysk europejskich.

## Igrzyska olimpijskie
| Runda       | Przeciwniczka    | Wynik       | Osiągnięcie |
| ----------- | ---------------- | ----------- | ----------- |
| 1. runda    | Wolny los        | Wolny los   | Ćwierćfinał |
| 2. runda    | Anna Charitonowa | W 0211–0000 | Ćwierćfinał |
| Ćwierćfinał | Xian Dongmei     | P 0010–1011 | Ćwierćfinał |
| Repasaż 2   | Ana Carrascosa   | P 0001–0101 | Ćwierćfinał |

| Runda    | Przeciwniczka | Wynik      | Osiągnięcie |
| -------- | ------------- | ---------- | ----------- |
| 1. runda | Marti Malloy  | P 000–0001 | 1. runda    |

| Runda         | Przeciwniczka         | Wynik     | Osiągnięcie |
| ------------- | --------------------- | --------- | ----------- |
| 1. runda      | Wolny los             | Wolny los | brąz        |
| 2. runda      | Darcina Manuel        | W 002–000 | brąz        |
| Ćwierćfinał   | Dordżsürengijn Sumjaa | P 000–000 | brąz        |
| Repasaż       | Automne Pavia         | W 100–000 | brąz        |
| Brązowy medal | Corina Căprioriu      | W 001–000 | brąz        |

## Odznaczenia
- Oficer Orderu Zasługi (Portugalia)
- Komandor Orderu Zasługi (Portugalia)